# Max Antonio Burgués Terán
Max Antonio Burgués Terán (* 11. Juni 1953 in Spanien) ist ein ehemaliger costa-ricanischer Unternehmer, Politiker und Diplomat.

## Leben
Max Antonio Burgués Terán ist mit Lucía Escalante verheiratet. 1987 war er Staatssekretär im Wirtschaftsministerium. Von 1988 bis 1990 war er Wirtschaftsminister in der Regierung von Óscar Arias Sánchez. 1995 war er Vorsitzender der Cámara de Exportadores de Costa Rica (CA-DEXCO costa-ricanischen Außenhandelskammer).
Von 1999 bis 2003 war er Schatzmeister der Partido Liberación Nacional.
Von 15. Juli 2007 bis 1. Dezember 2010 war er Botschafter in Peking.